# Orthomyxoviridae
Az Orthomyxoviridae (orthos, görögül egyenes; myxa, görögül nyálka) az RNS-vírusok egy családja; hét nemzetség tartozik ide: Influenzavirus A, Influenzavirus B, Influenzavirus C, Influenzavirus D, Thogotovirus, Isavirus és Quaranjavirus. Az első négy vírusnemzetség influenzát okozhat gerincesekben; köztük madarakban (lásd még: madárinfluenza), emberekben és más emlősökben. Az Isavirus lazacokat fertőz; a Thogotovirus gerinces és gerinctelen élőlényeket is fertőz, köztük szúnyogokat és az evezőlábú rákok közé tartozó lazactetűt is, míg a Quaranjavirus főleg ízeltlábúakat és madarakat fertőz, de akár embert is.
Az influenzavírusok négy nemzetsége, melyeket a nukleoprotein és a mátrixfehérje antigénjeinek eltérései különböztetnek meg, gerinceseket fertőz, a következőképpen:
- az Influenzavirus A az influenza-világjárványok okozója; embereket, emlősállatokat és madarakat fertőz;
- az Influenzavirus B embereket és fókaalakúakat fertőz;
- az Influenzavirus C embereket és sertéseket fertőz.
- az Influenzavirus D sertéseket és szarvasmarhákat[7]

## Fordítás
- Ez a szócikk részben vagy egészben az Orthomyxoviridae című angol Wikipédia-szócikk ezen változatának fordításán alapul.  Az eredeti cikk szerkesztőit annak laptörténete sorolja fel. Ez a jelzés csupán a megfogalmazás eredetét és a szerzői jogokat jelzi, nem szolgál a cikkben szereplő információk forrásmegjelöléseként.